# John Frum

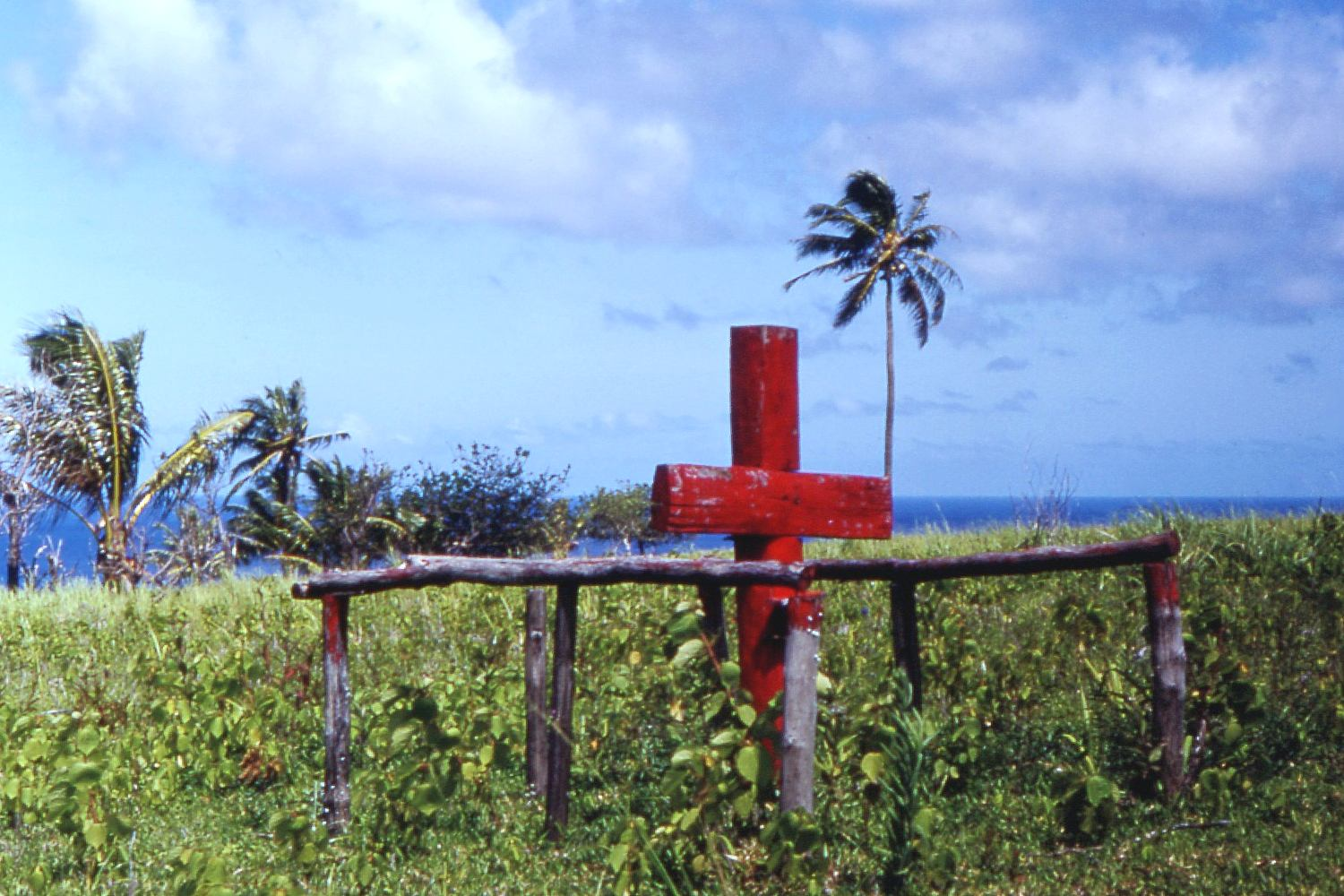
Krzyż ceremonialny kultu cargo Johna Fruma, wyspa Tanna

John Frum (także Jon Frum lub John From) – postać związana z kultem cargo na wyspach Tanna w Republice Vanuatu (Oceania). Opisywany jest jako żołnierz amerykański z epoki II wojny światowej, który zapewni wyznawcom bogactwo i dobrobyt. Czasem jest opisywany jako biały, czasem jako czarny. 
Książę Filip jest również czczony przez odłam wyznawców kultu cargo, Ruch Księcia Filipa, który powstał po jego wizycie na tym obszarze w 1974. Jest teraz uważany za przywódcę dostarczycieli cargo.

## Historia
Religia powstała w latach 30. XX w., kiedy obszar obecnego Vanuatu był znany jako Nowe Hebrydy. Dziś nie jest jasne, czy powstała spontanicznie, czy też została stworzona celowo. Nie wiadomo również, czy istniał ktoś taki jak John Frum, którego nazwisko mogło powstać ze zniekształconego John from (America) (John z Ameryki), co tubylcy mogli słyszeć od żołnierzy US Army stacjonujących podczas wojny. Nazwisko Frum jest rzadkie w świecie anglojęzycznym, nie pojawia się w brytyjskich cenzusach, ani z 1851, ani w 1901. Może pochodzić od John „Frumm” lub „Frumme” lub „Fromme” dość popularnych nazwisk wśród Żydów i Niemców (fromm – pobożny).
Na wyspie Tanna w okolicy Sulphur Bay funkcjonował kult boga o imieniu Kerapenmun, związany z wygasłym wulkanem Mount Tukosmeru. Atrybuty tego boga prawdopodobnie wpłynęły na rozwój ruchu Johna Fruma. Tubylec o imieniu Manehivi, jako John Frum, miał zainicjować kult pojawiając się wśród ludzi i czyniąc obietnice pojawienia się domów, ubrań, jedzenia, i środków transportu. Zapowiedział początek nowej ery, podczas której wszyscy biali ludzie, łącznie z misjonarzami opuszczą Nowe Hebrydy i wtedy miejscowi będą mogli korzystać z dóbr dostępnych dotąd tylko białym. Żeby to mogło się wydarzyć, ludzie z Tanna powinni odrzucić wszystkie aspekty europejskiego społeczeństwa (pieniądze, szkolną edukację, chrześcijaństwo, pracę na plantacjach kopry) i powrócić do tradycyjnych obyczajów (określanych w języku pijin jako kastom).
W 1941 wyznawcy Johna Fruma pozbyli się pieniędzy, porzucili misyjne kościoły, szkoły, wsie i plantacje i ruszyli w głąb wyspy, by świętować tradycyjne obyczaje organizując uczty, tańce i rytuały. Ruch zyskał na popularności podczas wojny, kiedy 300 tys. żołnierzy amerykańskich stacjonowało w Vanuatu. Wyspiarze byli pod wrażeniem zarówno egalitaryzmu panującego wśród żołnierzy, jak i widocznego dobrobytu jakim się cieszyli oraz potęgi armii. Zaczęli uważać popularne wśród białych postacie takie jak Wuj Sam, Święty Mikołaj i Jan Chrzciciel za mityczne istoty, które obdarują wyspiarzy bogactwem cargo. Wyznawcy Johna Fruma budowali symboliczne pasy startowe, by zachęcić samoloty amerykańskie do lądowania i przywiezienia im obiecanych dóbr. Wierzą, że John Frum powróci 15 lutego (nie jest znany rok), który jest obchodzony na Vanuatu jako Dzień Johna Fruma. W 1957 przywódca ruchu Johna Fruma, Nakomaha, stworzył Tanna Army pozbawioną przemocy, rytualną armię, która organizowała parady na wzór wojskowych. Członkowie Tanna Army malowali twarze w rytualne kolory i nosili białe koszulki z literami T-A USA (Tanna Army USA). Te parady wciąż mają miejsce każdego 15 lutego.
Kult Johna Fruma został wzmocniony przez powojenny napływ turystów, z którym związany był wzrost dobrobytu. W późnych latach 70. wyznawcy Johna Fruma przeciwstawili się utworzeniu niepodległej, zjednoczonej republiki Vanuatu. Mieli zastrzeżenie wobec rządu centralnego, który jak się obawiali będzie preferował zachodnią modernizację i chrześcijaństwo w miejsce lokalnych obyczajów. Ruch Johna Fruma stał się partią polityczną pod przywództwem Songa Kespai. Kult jest wciąż żywy. W dzień Johna Fruma w lutym 2007 Ruch Johna Fruma świętował 50. rocznicę powstania. Isaak Wan Nikiau, jego przywódca, wciąż wierzy w Johna Fruma. Jak podaje BBC powiedział, że John Frum był naszym Bogiem, naszym Jezusem i kiedyś powróci.